# أوليفر دانيال
أوليفر دانيال (بالإنجليزية: Oliver Daniel)‏ هو ملحن أمريكي، ولد في 24 نوفمبر 1911، وتوفي في 30 ديسمبر 1990.